# Vodni viri
Vodni viri so vode, ki so na zemeljski površini ali pod njo, v obliki in količini, ki je dosegljiva ali potencialno dosegljiva kot pitna voda, kot voda za kmetijstvo, voda za tehnološke procese, voda za rekreacijo ali kot voda, ki ima pomembno ekološko vlogo.
Vodne vire – vode na površini zemlje poimenujemo različno,  glede na njihov način in mesto pojavnosti in glede na njihove značilnosti in namen rabe.  
Glede na način in mesto pojavnosti vode poimenujemo kot : padavinske vode-deževnica , ledeniške vode,  izvirske vode, rečne, jezerske vode in močvirne vode, somornico in morske vode .  Naštete vode poimenujemo z eno besedo -površinske vode. Poleg njih se  v vodonosnikih pod zemeljsko površino  nahaja še podzemna voda. 
Vode različno poimenujemo tudi glede na njihove značilnosti : zdravilne , termalne, mineralne vode, ter glede na njihovo namensko rabo: kopalne vode, tehnološke vode, sive vode - odpadne vode iz gospodinjstva, namenjene ponovni uporabi, odpadne vode.
Vode ločimo tudi glede na  značilnosti njihovega  vodnega režima, to je glede na njihove naravne ali po človeku povzročene hidrološke in hidravlične lastnosti. Tako ločimo tekoče vode na hudourniške in nižinske vodotoke, jezera na pretočna, stoječa in presihajoča, podzemne vode pa se med seboj razlikujejo glede na hitrost pretoka skozi vodonosnike, pri čemer so posebnost kraških vodonosnikov podzemne reke (reka Reka) ter tudi glede na pritisk, ki prevladuje na območju vodonosnikov -arteški vodni viri.

## Površinske vode
Površinske vode so tekoče in stoječe vode, ki se nahajajo na celini- celinske vode, ter morje in somornice. Površinske vode, so na površini med seboj povezane v porečja (geografsko območje, iz katerega se več reke in jezer izliva v skupno reko ali jezero) in povodja (geografsko območje, iz katerega se celinske vode izlivajo v morje).

### Vrste površinskih voda

#### Tekoče vode
Tekoče vode so naravni vodotoki- reke in potoki, grajeni vodotoki- kanali, mlinščice, ki imajo stalen ali občasen pretok vode. Tekoče vode tvorijo hidrografsko mrežo, ki kaže na njihovo lego in dolžino na zemeljski površini. 
- Reka z mlinščico
- Reka Krka
- Reka Soča

#### Stoječe vode
Stoječe vode so naravna in umetno nastala  jezera, v katera se zbira padavinska voda iz prispevnega območja (zbiralniki) ali pa vanje doteka stalen ali občasen dotok tekoče ali podzemne vode (zadrževalniki/ presihajoča jezera, ribniki, mokrišča).

#### Morje
Morske vode so vode, ki se od celinskih voda ločijo po svoji kemijski sestavi in kot take zagotavljajo edinstveno okolje za obstoj raznovrstnih morskih organizmov. Na zemeljski površini so med seboj povezane preko morij in oceanov, preko somornic pa imajo stik tudi s celinskimi vodami. Morske vode krožijo, pri čemer se tvorijo horizontalni in vertikalni morski tokovi morski tok, kar pomembno vpliva na ekologijo morskega okolja. 
Morske vode so pomembne zaradi njihove rabe- pomorski promet in ribištvo. Rabo morij zaradi njihove globalne razsežnosti ureja mednarodno pomorsko pravo . V Sloveniji rabo morja ureja Pomorski zakonik , pravni režim vodnega in priobalnega zemljišča morja in varstvo morja pa Zakon o vodah  . 
- Strunjan-Mesečev zaliv
- Izliv reke Soče v Jadransko morje

#### Somornica
Somornica je površinska voda na območju rečnih ustij. Primer somornice je izliv reke Soče v Jadransko morje, ki je zaradi vpliva morske vode delno slana in kot taka predstavlja poseben in omejen habitat flori in favni (Sečoveljske soline, Strunjan, Škocjanski zatok).

### Razporeditev površinskih voda v rede
Površinske vode v Sloveniji so po pomenu, ki ga imajo za urejanje, rabo in varstvo voda v povodju razporejene v dva reda (1.in 2.red ). Vode 1.reda so Jadransko morje, Blejsko jezero, Bohinjsko jezero, Cerkniško jezero, Sava Dolinka, Sava Bohinjka, Sava, Tržiška Bistrica, Kokra, Selška Sora, Poljanska Sora, Kamniška Bistrica, Ljubljanica, Savinja, Paka, Mirna (na Dolenjskem), Krka, Sotla, Kolpa, Drava, Meža z Mislinjo, Dravinja, Pesnica, Mura, Ledava, Ščavnica, Rižana, Reka, Soča, Idrijca, Vipava, Dragonja, Nadiža, Idrija in ostale tiste reke, ki tvorijo ali prečkajo državno mejo.. Vse ostale površinske vode so vode 2.reda.

## Podzemne vode
Podzemne vode so vode, ki se nahajajo v zasičenem območju vodonosnikov pod površino tal ali v neposrednem stiku s tlemi. Za rabo pomembne količine podzemne vode se nahajajo v vodonosnikih , to so plasti kamenin ali drugih geoloških plasti pod površino tal, ki zaradi svoje propustnosti in poroznosti omogočajo pomemben tok podzemne vode. V Sloveniji podzemne vode predstavljajo pomemben vir pitne vode in kot tak predmet posebnega varstva . 
- Reka Reka v Škocjanski jami

## Vodna telesa
Vodna telesa so pomembni in razpoznavni deli voda, ki se jih določi zaradi ohranitve in doseganja ciljnega stanja voda. 

### Stanje vodnih teles
Ciljno stanje površinskih voda je določeno glede na referenčne razmere posameznega tipa površinskih voda (reke, jezera, somornice),  kot dobro stanje,  oziroma kot  dober ekološki potencial. Stanje se določa za posamezno vodno telo. Dobro stanje je doseženo ko sta ekološko in kemijsko stanje, glede na predpisane mejne vrednosti vsaj dobra. 
Ciljno stanje podzemnih voda je določeno glede na referenčne razmere posameznega vodonosnika, kot dobro stanje. To je doseženo, ko sta kemijsko in količinsko stanje, glede na predpisane mejne vrednosti vsaj dobra.